# Щурово (Коломна)
Щу́рово — исторический район Коломны, находящийся в юго-восточной части города на правом берегу реки Оки. В 1947—1960 годах — отдельный город. Основные улицы: Советская, Щуровская, Цементников, Юбилейная, Шоссейная, Октябрьская, проезд Бирюкова, Дачная, Ларцевы Поляны.

## Происхождение названия
Согласно наиболее обоснованной версии, выдвинутой историком Валерием Ярхо, сельцо Щурово получило своё название от дворян Щуровых, владевших землями по берегу Оки, но переселившихся в конце XV века в придонские степи.
Помимо этого существует ещё несколько научных и народно-этимологических версий:
- Предполагают, что землёй, на которой было основано Щурово, в середине XVI века владел Щур Григорий Васильевич Курчев-Пушкин.[2]
- От слова «чур» — предок-охранитель или межевой столб с прахом того самого предка; граница, межа.
- От слова «щур» — ласточка или стриж, живущий в береговых откосах.
- Народное предание говорит, что давным-давно на этом месте шумел огромный, труднопроходимый лес. И когда усталые путники выходили на светлый берег Оки, яркое солнце слепило им глаза и они вынуждены были щуриться; отсюда и название — Щурово.

## История
Как следует из материалов рязанской архивной комиссии, сельцо Щурово упоминается впервые в писцовых книгах Рязанского уезда в 1595 году. С конца XVIII века Щурово находилось в Рязанской губернии. В 1864 году был построен мост через Оку, и через село прошла железная дорога Москва — Рязань. Возникла станция Щурово. В 1870 году в Щурове около месторождения известняка основан один из первых в России цементных заводов. В 1927 году организован Щуровский полигон (Научно-исследовательский полигон стрелкового и миномётного вооружения (НИПСМВО) Главного артиллерийского управления). В 1929 году село передано в Московскую область. В 1930 году оно становится рабочим посёлком. В 1939 году в посёлке проживало 11,5 тысяч жителей. В 1947 году Щурово получило статус города, в 1959 году население составило 18,1 тысяч человек. В конце 1959 года в состав города включён посёлок Ларцевы Поляны. В 1960 году Щурово включено в состав Коломны. В 2007 году в соответствии с новым Генеральным планом на территории микрорайона Щурово создано два из одиннадцати планировочных районов городского округа Коломна (Ларцевы Поляны и Дубовая роща). Наименование «Щурово» при этом не исчезло с карты — в 2006 году оно было присвоено близлежащей деревне, образованной на месте бывшего 3-го отделения совхоза «Коломенский».
Об истории старого русского села Щурово рассказывает вышедшая в 2008 году книга «Три времени Щурова: Исторические хроники» (автор: Валерий Ярхо).

## Достопримечательности

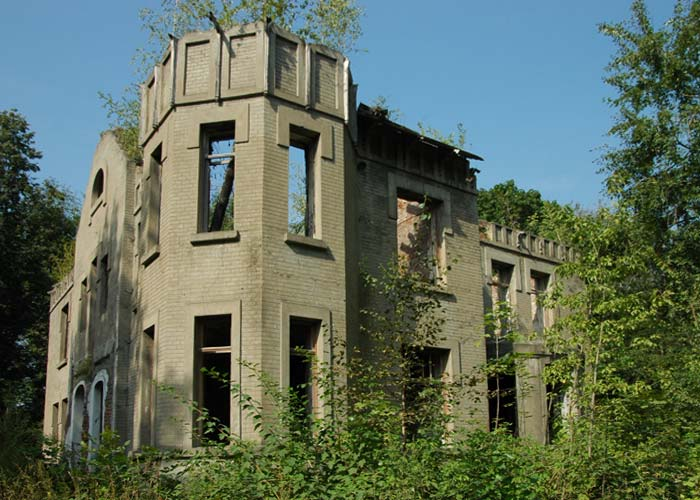
Дом Липгартов в Щурове

- Храм Пресвятой Троицы (1891—1900 годы) — исключительно редкий в Подмосковье образец неовизантийского стиля.
- Усадьба Щурово с усадебным домом (1910-е годы, ул. 2-я Ленинская, 11а) и регулярным парком начала XIX века (карта). Принадлежала в разное время А. В. Кикину, А. И. Румянцеву, А. М. Черкасскому, Н. А. Голицыной, А. М. Грибовскому, семейству Губерти и предпринимателю И. Д. Морозову.[5][6]
- Дом-усадьба Липгартов (1900-е годы, ул. Молодёжная, 1) с парком в стиле модерн.[7][8]
- Межевой обелиск на рубеже Московской и Рязанской губерний (1830—1840-е годы) — единственное в Московской области сооружение подобного рода.
- Стоянка «Щурово-Набережная» (V—I тыс. до н. э., ул. Набережная) — археологический памятник эпохи неолита — железного века.[9]
- Селище и могильник «Щурово» (в 3 км к юго-западу от города) — археологический комплекс позднедьяковского времени и периода Тёмных веков.[10][11] В 2012 году в ходе разведок в окрестностях комплекса были обнаружены ещё несколько археологических объектов, в том числе стоянка финального этапа бронзового века (с керамикой климентовского типа).[12][13]
- Парк «Дубовая роща» — естественный участок широколиственного леса с вековыми дубами.[14]
- Щуровская лесопарковая зона — охраняемый природный объект города (более 50 представителей фауны и более 30 видов флоры). Общая площадь 48 га.

## Транспорт
С центром города район связан городскими автобусными маршрутами № 3, 5, 6, 11, маршрутными такси, а также пригородными поездами (Голутвин — Щурово, 8 пар поездов в сутки). По территории района проходит маршрут автобуса № 9.

## Спорт
На территории района находится стадион «Щурово» (бывший «Цементник»), действует яхт-клуб «40-й меридиан».

## Экономика

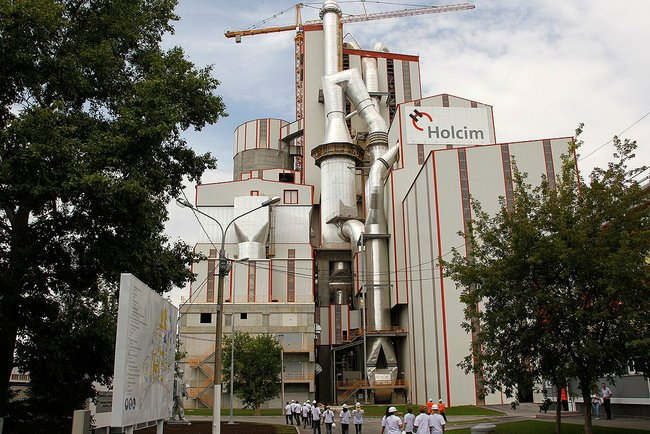
Щуровский цементный завод

В Щурове работают следующие предприятия:
- Щуровский цементный завод (ООО «Холсим (Рус) Строительные Материалы»)
- Щуровский комбинат стройдеталей (ПСК ОАО «Щуровский комбинат»)
- Щуровский завод железобетонных конструкций и строительных деталей (АО «РЖДстрой»)
- Коломенский домостроительный комбинат (ООО «Коломенский домостроитель»)
- Завод по производству порошковой проволоки для металлургии (ООО «Аффиваль Восток»)
- Завод по производству сухих строительных смесей под торговой маркой «Ceresit» (ООО «Хенкель Баутехник»)
- Завод «Стройкомплект»
- Завод «Прокатчермет»
- Ремонтно-строительная организация «Коломенский автодор»
- Производственно-торговая фирма «Полифан-Л»
- Производственная база «Мостоотряда-125»
- Промышленная база порта «Коломна»
- Центр промышленной переработки и дистрибуции стекла (АО «РСК»)

Вблизи Щурова расположены карьеры, где добывают гравий, песок и известняк. Бывшая грузовая пристань «Щурово», находившаяся напротив устья Москвы-реки, сейчас используется как причал яхт-клуба.

## Религия
- Храм Пресвятой Троицы
- Источник святителя Николая Чудотворца в Полянах[15]